# Hendrik I van Cyprus

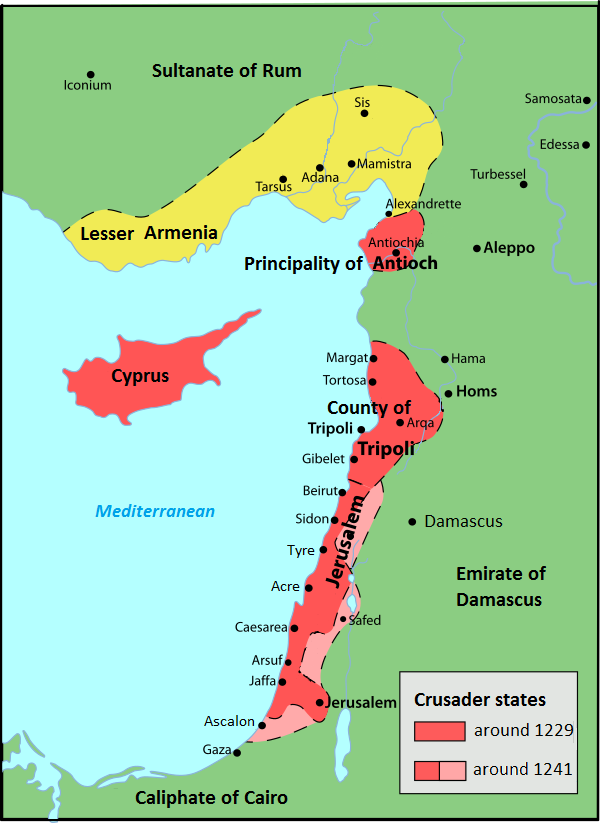
Kaartje van de grondgebieden onder heerschappij van Hendrik I van Cyprus rond 1240.

Hendrik van Cyprus (3 mei 1217 - 18 januari 1253), ook wel Hendrik 'de Grote' Lusignan, bijgenaamd de Dikke, was koning van Cyprus, alsook regent van Jeruzalem onder Koenraad van Hohenstaufen. Hij was een zoon van Hugo I van Cyprus en Alice van Champagne. Hij was een kleinzoon van Amalrik de Lusignan, eerste koning van Cyprus en Eschiva d'Ibelin.

## Levensloop
Hendrik was nog maar acht maanden oud toen zijn vader Hugo I op 10 januari 1218 overleed. Hij volgde hem op als koning van Cyprus met zijn moeder Alice als regentes. Zij echter droeg het regentschap over aan Philippe d'Ibelin en toen die overleed ging het regentschap over op Johannes van Ibelin, heer van Beiroet, verwanten van zijn grootmoeder. Hendrik werd in 1255, 8 jaar oud, gekroond in de Sint-Sophiakathedraal, in Nicosia. De reden voor deze zeer vroege kroning was een politieke manoeuvre van zijn oom Phillipe, die bespeurde dat keizer Frederik II van het Heilige Roomse Rijk een greep naar de macht wilde doen. Dit gebeurde uiteindelijk ook in 1228, toen Frederik II het regentschap van Johannes van Ibelin opeiste, met daarbij het eiland Cyprus. Frederick II verliet Cyprus echter in april 1228 en Ibelin wist zijn macht te herstellen. Hendrik nam in 1232, op 15-jarige leeftijd, de teugels over en onderhield de banden met de familie Ibelin.
Hendrik was drie keer getrouwd. Het eerste huwelijk, met Alix van Montferrat, bleef net als het tweede, met Stephanie (van) Lampron, kinderloos.
Pas bij zijn derde vrouw, Plaisance van Antiochië, lukte het een kind te krijgen, een troonopvolger nog wel: Hugo II. Het was zelfs al voorzien dat de zoons van zijn zussen, zoals Jan en Hugo van Brienne en ook Hugo van Antiochië hem eventueel zouden opvolgen.
Het bijzondere aan zijn regering was dat zijn gebied in die periode een vreedzame tijd beleefde.